# Iwan Wassiliew
Iwan Wassiliew (bulgarisch Иван Василиев; * 1955) ist ein ehemaliger bulgarischer Radrennfahrer.

## Sportliche Laufbahn
Wassiliew wurde 1976 nationaler Meister im Einzelzeitfahren.
1973 (27.), 1974 (59.), 1977 (27.) fuhr er die Internationale Friedensfahrt. Auch 1978 und 1980 war er am Start, er konnte das Etappenrennen jedoch nicht beenden.